# Paul Joseph Watson
Paul Joseph Watson, también conocido como PJW (Sheffield, Inglaterra, 24 de mayo de 1982) es un YouTuber, presentador de radio, escritor y teórico de la conspiración británico cuyas opiniones han sido calificadas a menudo como antifeministas y políticamente extremista. Hasta julio de 2016, Watson coincidía con su etiqueta de alt-right, pero desde entonces ha abandonado la etiqueta y ahora se autoidentifica como parte de la nueva derecha. A pesar del cambio, múltiples fuentes siguen entendiendo que es un individuo de extrema derecha. En mayo de 2019, Facebook e Instagram prohibieron permanentemente a Watson por violar las políticas de incitación al odio.
La carrera de Watson surgió gracias a su trabajo para el teórico de la conspiración y presentador de radio Alex Jones. Como redactor jefe del sitio web de Jones, InfoWars, ayudó a promover fake news y defendió las teorías conspirativas del 11-S, los chemtrails y el Nuevo Orden Mundial. Posteriormente, al alcanzar una audiencia significativa, tanto Watson como Jones modificaron su enfoque. En la actualidad, sus comentarios se centran principalmente en criticar el feminismo, el islam y la política de izquierdas. Watson también contribuye al programa de radio de InfoWars The Alex Jones Show, donde ocasionalmente presenta o copresenta. Watson trabaja en InfoWars desde octubre de 2002.
Desde 2011, Watson tiene su propio canal de YouTube, prisonplanetlive, desde el que expresa sus opiniones sobre temas como la sociedad contemporánea, la política y el liberalismo moderno de forma a menudo burlona. Describe su canal como "Cultura, controversia, contrariedad" y a menudo se burla de celebridades y políticos. En enero de 2020, su canal contaba con más de 1,78 millones de suscriptores.

## Postura política
Watson, junto a Jones e Infowars como un todo, solían discutir teorías de conspiraciones tales como las quimioestelas y los Iluminati antes de cambiar para hacer material contra el feminismo, la cultura del islam y la política de izquierda. En una entrevista, Watson recordó: «He hablado de algunas cosas bastante irreales en el pasado en mi juventud, en términos de teorías de conspiración. No todos creemos en lo que creímos hace diez años.»
Anteriormente se identificó a sí mismo como libertario y apoyó a Ron Paul en las elecciones presidenciales de Estados Unidos de 2012. Pero en un tuit de 2016 dijo que ya no se consideraba libertario porque Gary Johnson «hizo el término una vergüenza.» En julio de 2016 dijo que «estaba en el alt-right», pero lo negó en noviembre, afirmando que había dos facciones: una minoría de derecha alternativa obsesionada con la superioridad racial y otra que es mejor descrita como «nueva derecha», compuesta por diversos tipos de personas. Él y Mike Cernovich se han peleado con figuras como Richard B. Spencer y David Duke, quienes creen que el nacionalismo blanco es necesario para la derecha alternativa. También se ha referido a sí mismo como conservador, considerando al conservadurismo moderno como un movimiento de contracultura en Estados Unidos.
Aunque apoyó a Donald Trump en las elecciones estadounidenses en 2016, Watson se declaró «oficialmente fuera del tren de Trump» luego de la decisión del presidente de bombardear Siria en respuesta a un ataque químico en Jan Sheijiun varios días antes, llamando a Trump una «marioneta del Estado profundo». Luego de perder varios seguidores en Twitter, negó haberle «dado la espalda a Trump» y dijo que estaba «fuera del tren de Trump en términos de Siria.»
El 16 de junio de 2018, Watson y las personalidades de YouTube Carl Benjamin y Mark Meechan se unieron al Partido de la Independencia del Reino Unido, un partido de la derecha populista británica. Según comentó, se unió a este por considerarlo el único partido político mayoritario de ese país que defiende la libertad de expresión y se opone a la migración masiva y las matanzas del halal.
En julio de 2018, Watson firmó "La Declaración No-Feminista", que aboga por su «derecho a existir y prosperar sin ofrecer ningún respeto a las feministas ni su ideología», e incluye la frase «Dado el grado de arraigo feminista en las instituciones, reconocemos que nos estamos embarcando en un proyecto que puede durar décadas, pero no vamos a vacilar en nuestra determinación para revertir la influencia feminista sobre el Estado y otras instituciones.»
Watson fue acusado por The Guardian de incitar el odio contra musulmanes por sus críticas al islam, especialmente en el contexto del terrorismo. En un video de YouTube describió al islam como "un sistema de creencias intolerante, radical y extremista" y sostuvo que la violación es "parte de la cultura del islam". También ha sido descrito como miembro de «la nueva extrema derecha» por The New York Times, quien escribió en agosto de 2017 que «sus videos son polémicas nativistas directas, con un enfoque particular en Europa» y también señaló su oposición a la arquitectura modernista y arte moderno. Iman Abou Atta, director del grupo anti-islamofobia Tell MAMA, ha dicho que «Paul Joseph Watson se ha convertido en 'el' nexo de cuentas antimusulmanas que hemos mapeado...Se ha convertido en un influyente en la promoción de información -mucha de ella extraña y falsa- que ha sido regurgitada una y otra vez por cuentas antimusulmanas y antimigrantes.»

## Activismo mediático

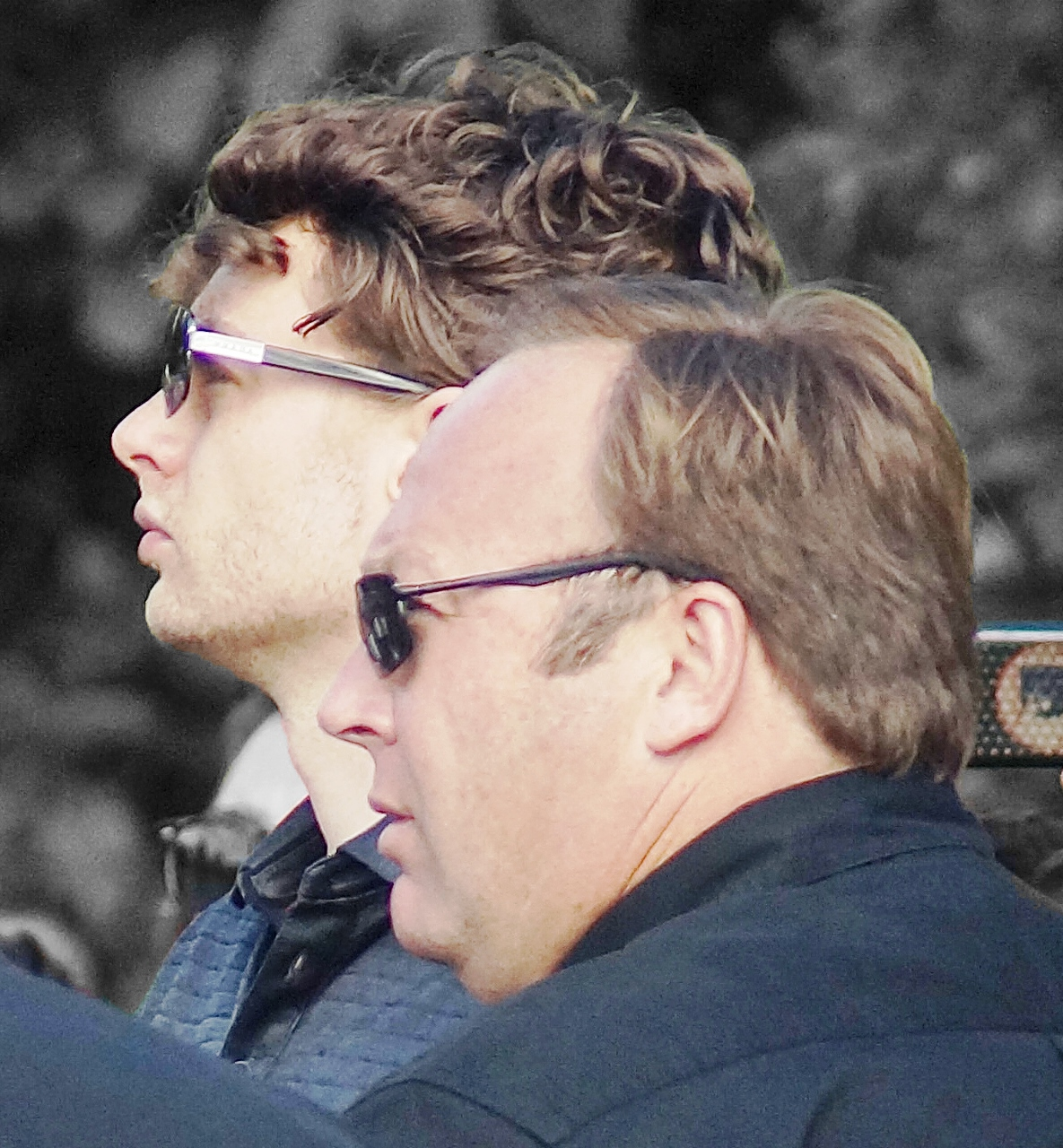
Watson y Alex Jones.

Durante las elecciones presidenciales de Estados Unidos de 2016, Watson fue uno de los primeros en proponer y popularizar la teoría conspirativa de que Hillary Clinton sufría de varias condiciones médicas. Esto fue discutido en los medios de comunicación dominantes, quienes hablaron sobre el papel de los rumores y las teorías conspirativas durante las elecciones.
En febrero de 2017, luego que Donald Trump mencionara a Suecia como un país con «problemas que nunca creyeron posibles» producto de la migración masiva de refugiados, durante un discurso en Melbourne (Florida); Paul Joseph Watson, promotor de estas ideas, ofreció vía Twitter pagarle un viaje a cualquier periodista que crea que Suecia es un país seguro a los «suburbios de migrantes atestados por el crimen en Malmö». Muchos periodistas aceptaron la oferta, de los cuales Watson escogió al periodista neoyorquino y camarógrafo Tim Pool y le dio 2,000 dólares para el viaje. Pool se encontraba justamente iniciando una recolecta para financiar una investigación en zonas peligrosas de Suecia y otros países de Europa, y el supuesto aumento del crimen en ese país provocado por inmigrantes y refugiados —desmentido por medios dedicados a la verificación de hechos. Pool fue posteriormente entrevistado por Watson y aseguró que «Donald Trump tenía razón» al menos en que Suecia sí enfrenta enormes problemas de criminalidad.
Durante la elección presidencial de Francia de 2017, Watson declaró en un tweet que se enfocaría en apoyar a la candidata Marine Le Pen del Frente Nacional, la cual no resultó triunfadora.

## Vida personal
Watson nació en Sheffield, Yorkshire del Sur, Inglaterra En una entrevista de 2016 para The Tab, describió su adolescencia como "particularmente no convencional", y dijo que se ejercitó por 3 horas todos los días y bebió muy poco alcohol.

## Publicaciones
- con Terry L. Cook, Order out of Chaos, 2015.